# Synagoge Lathen
Die Synagoge in Lathen bestand von 1932 bis 1938 in der Bahnhofsstraße in Lathen.

## Geschichte
Im Dezember 1930 brannte ein Haus in der Bahnhofsstraße ab, das die jüdische Gemeinde gemietet und als Synagoge genutzt hatte. In der Folge bemühten sich die Mitglieder der jüdischen Gemeinde um eine Loslösung von der Synagogengemeinde in Sögel und den Neubau einer Synagoge. Die Etablierung einer eigenen Gemeinde scheiterte wie bereits in den vorangegangenen Jahrzehnten, dennoch konnte durch die kleine Gemeinde eine Synagoge errichtet werden. Sie wurde 1932 von Landesrabbiner Dr. Blum geweiht.

## Zerstörung
Im Verlauf der Novemberpogrome 1938 erschien am frühen Morgen des 10. November ein SA-Kommando aus Meppen in Lathen und stürmte die Synagoge. Im Gebäude waren die männlichen Gemeindemitglieder anlässlich der Sterbegebete für ein schwer krankes Gemeindemitglied versammelt. Die Synagoge wurde in Brand gesetzt, wobei sich die Gemeindemitglieder zunächst retten konnten. Da die Fassaden dem Brand widerstanden, wurden sie mit Traktoren eingerissen. Die jüdischen Männer, die zum Gebet versammelt waren, wurden zunächst nach Meppen gebracht und dort in der Haft misshandelt. Anschließend wurden sie über Stationen in Lingen und Osnabrück ins KZ Sachsenhausen deportiert. Nach einigen Monaten kamen sie wieder frei, mit der Auflage, eine zeitnahe Auswanderung anzustreben. Vieh und anderes Eigentum der jüdischen Bewohner gelangte in den Besitz von Profiteuren der sogenannten Arisierung.

## Baubeschreibung
Die Synagoge zeigte eine schlichte, aber markante Architektur, die den Übergang vom Historismus zur modernen Sachlichkeit widerspiegelte. Der Bau bestand aus roten Klinkersteinen und zeichnete sich durch eine klare Gestaltung aus. Ein zentrales Merkmal war die Kuppel, die auf einem massiven, quadratischen Turm ruhte, wodurch sie sich deutlich von der übrigen Dachstruktur des Gebäudes abhob.
Der Turm war schlicht, aber in eine Schirmfassade integriert und ragte über das Dach der Synagoge hinaus. Seine klaren Linien verliehen ihm eine wuchtige, fast wehrhafte Erscheinung, die durch die darauf liegende Kuppel aufgelockert wurde. Die Synagoge in Lathen verzichtete weitgehend auf ornamentale Verzierungen.

## Gedenken
In der Bahnhofsstraße gegenüber der ehemaligen Synagoge erinnert ein Gedenkstein an die Synagoge und die jüdischen Einwohner Lathens.